# Checkpoint imunológico
Os pontos de restrição imunológico, ou checkpoints imunológicos, são reguladores da resposta imunológica que desempenham um papel fundamental na manutenção da homeostase imunológica e na prevenção da autoimunidade. As respostas imunitárias descontroladas contra patógenos, auto-antígenos mutados/hiper-expressos, infecções crônicas ou antígenos tumorais podem causar danos inflamatórios nos tecidos e doenças auto-imunes. Para evitar isso, a amplitude e a magnitude da resposta imune são reguladas por um equilíbrio entre sinais co-estimulatórios e inibitórios de resposta imunológica mediada por linfócitos T.

## Moléculas co-estimulatórias
- CD27: Membro da superfamília dos receptores do TNF. Este receptor é necessário para a geração e manutenção da imunidade dos linfócitos T. Liga-se ao ligante CD70 e desempenha um papel fundamental na regulação da ativação dos linfócitos B e da síntese de imunoglobulinas. Este receptor transmite sinais que levam à ativação de NF-kappaB e MAPK8 / JNK.[1]
- CD28: Essencial para a proliferação e sobrevivência de linfócitos T, produção de citocinas e desenvolvimento de T-helper tipo 2.[2]

## Moléculas inibitórias
- PD-1: Interação com ligantes PD-L1 e PD-L2 reduz a resposta mediada por linfócitos T, levando à diminuição da produção de citocinas e diminuição da expressão de proteínas de sobrevivência. Também é importante na função dos linfócitos T em contribuir para a prevenção de doenças autoimunes.[3]
- CTLA-4: Membro da superfamília das imunoglobulinas que transmite um sinal inibitório para os linfócitos T. Negativamente regula a ativação de linfócitos T neutralizando a função de CD28 através da competição para ligação a CD80.[4]

## Inibidores de checkpoint imunológico
Tumores envolvem certos checkpoints imunológicos como um importante mecanismo de resistência imune, particularmente contra as células T que são específicos para antígenos tumoráis. Portanto, a estratégia de utilizar checkpoints imunológicos na terapia do câncer é para a inibir moléculas inibitórias do sistema imunológico, dessa maneira, estimulando o sistema imunológico. A capacidade de interferir com a função inibitória dos receptores de checkpoint CD152 e CD279 (morte programada-1) em oncologia tem sido bem-sucedida. No melanoma metastático a FDA (Food and Drug Administration) aprovou um aCD152 anticorpo monoclonal Ipilimumab, que foi descoberto que prolongava a sobrevivência. Nos cânceres de melanoma, câncer de pulmão não pequeno de células e carcinoma de células renais há esperança com CD279 bloqueando Ab, que promove respostas antitumorais. Em Neoplasias hematológicas o aCD279 IgG1 precisa de mais pesquisas. Em tumores sólidos, o uso de CD279 IgG4 Ab é promissor, e mais CD273/PD-L2 no estágio IV.
Em doenças reumáticas auto-imunes, A tolerância prejudicada leva ao desenvolvimento de doenças, tais como: artrite reumatóide, esclerose sistêmica, lúpus eritematoso sistêmico, síndrome de Sjogren, etc. Portanto, em doenças auto-imunes, a estratégia inversa de ativar pontos de verificação imunológicos pode ser benéfica: estimula moléculas inibitórias do sistema imunológico, inibindo assim o sistema imunológico (portanto, aumenta a auto-tolerância).O que se sabe que funciona é Abatacept, um CD152-Ig usado no tratamento da artrite reumatoide e artrite idiopática juvenil.
Ainda não suficientemente estudado, são as possibilidades terapêuticas utilizando a morte programada-1 via.